# 前298年
| 千纪： | 前1千纪 |
| 世纪： | 前4世纪 \| 前3世纪 \| 前2世纪 |
| 年代： | 前320年代 \| 前310年代 \| 前300年代 \| 前290年代 \| 前280年代 \| 前270年代 \| 前260年代                                                                                          |
| 年份： | 前303年 \| 前302年 \| 前301年 \| 前300年 \| 前299年 \| 前298年 \| 前297年 \| 前296年 \| 前295年 \| 前294年 \| 前293年                                                            |
| 纪年： | 周赧王十七年 魯後文公五年 齊湣王三年 趙武靈王二十八年 趙惠文王元年 魏襄王二十一年 韓襄王十四年 秦昭襄王九年 楚頃襄王元年 宋康王三十一年 衛嗣君三十七年 燕昭王十六年 中山王尚元年 |

## 大事记
- 或謂秦昭襄王曰：「孟嘗君相秦，必先齊而後秦。秦其危哉！」秦王乃以樓緩為相，囚孟嘗君，欲殺之。孟嘗君使人求解於秦王幸姬，姬曰：「願得君狐白裘。」孟嘗君有狐白裘，已獻之秦王，無以應姬求。客有善為狗盜者，入秦藏中，盜狐白裘以獻姬。姬乃為之言於王而遣之。王后悔，使追之。孟嘗君至關。關法：雞鳴而出客。時尚蚤，追者將至，客有善為雞鳴者，野雞聞之皆鳴。孟嘗君乃得脫歸。
- 孟嘗君逃回齊國後，倡導齊湣王聯合齊國、魏國與韓國三國之力攻打秦國，函谷關之戰的結果由三國聯軍獲勝，秦國求和，分別將封陵、武遂還給魏、韓。
- 楚人告於秦曰：「賴社稷神靈，國有王矣！」秦王怒，發兵出武關擊楚，斬首五萬，取十六城。
- 趙惠文王封其弟勝為平原君。
- 孔雀王朝開國君主旃陀羅笈多將王位傳給兒子賓頭娑羅，按照耆那教的教義在森林中絕食而死。

## 逝世
- 旃陀羅笈多，又稱月護王，印度孔雀王朝開國君主，[[]阿育王]]的祖父。